# Wave Organ
Wave Organ est une œuvre d'art construite en 1986 par Peter Richards (directeur des programmes artistiques à l'Exploratorium pendant 27 ans) à San Francisco en Californie. Il s'agit d'une sculpture acoustique conçue pour amplifier le bruit des vagues. George Gonzalez fut le maçon recruté pour la taille de pierre, La construction de l'œuvre a duré 9 mois.
Le Wave Organ a été bâti sur une jetée construite avec des pierres de granite et de marbre provenant d'un cimetière détruit dans les années 1950 (Laurel Hill Cemetery). L'œuvre est composé de 20 tubes en PVC et granite. Le son se produit lorsque l'eau des vagues s'engouffre dans les tubes,.
Peter Richards fut influencé par l'œuvre de Bill Fontana qui avait enregistré le son des vagues résonant dans des tubes dans le port de Sydney en Australie. En 1980, il est financé par le National Endowment for the Arts pour développer un projet autour de l'acoustique des vagues. Un prototype est présenté lors du New Music ’81 Festival. La construction de l'œuvre actuelle a démarré en septembre 1985 et fut achevée en mai 1986. Le Wave Organ est dédié au scientifique Frank Oppenheimer, fondateur de l'Exploratorium,.